# Маноя
Маноя (болг. Маноя) — село в Болгарии. Находится в Габровской области, входит в общину Дряново. Население составляет 42 человека.

## Политическая ситуация
Маноя подчиняется непосредственно общине и не имеет своего кмета.
Кмет (мэр) общины Дряново — Иван Илиев Николов (независимый) по результатам выборов в правление общины.